# Sergei Wjatscheslawowitsch Lasarew

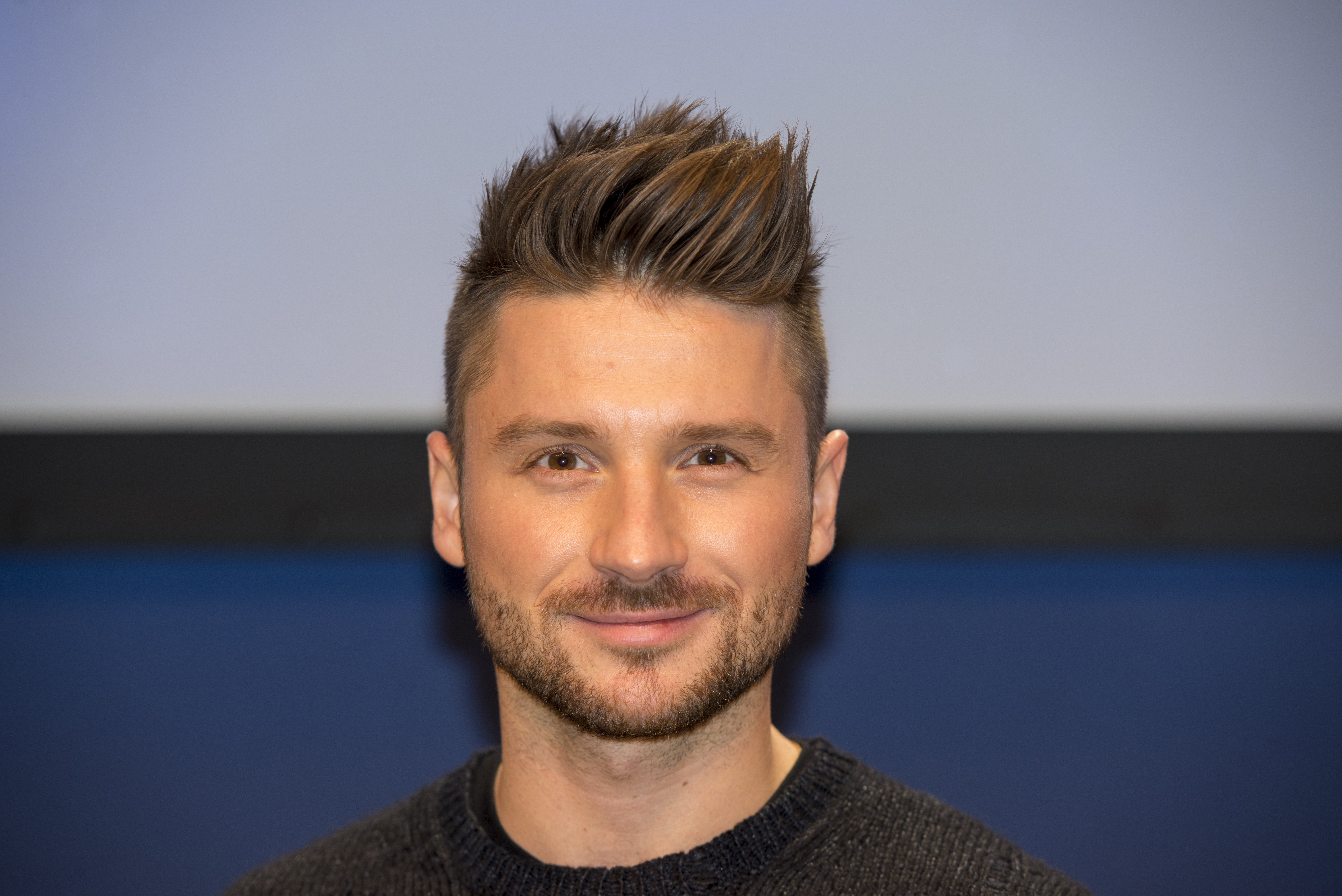
Sergei Lasarew beim Eurovision Song Contest, Mai 2016

Sergei Wjatscheslawowitsch Lasarew (russisch Сергей Вячеславович Лазарев, wiss. Transliteration Sergej Vjačeslavovič Lazarev; * 1. April 1983 in Moskau) ist ein russischer Sänger.

## Leben und Karriere
Sergei Lasarew begann seine Gesangskarriere im Alter von neun Jahren, als er dem Loktew-Kinderchor angehörte. Während seiner Schulzeit spielte er bei Stücken wie Romeo und Julia und Die Brüder Karamasow mit, wo er zum Teil die Hauptrolle übernahm.
Mit 14 Jahren erhielt er seine erste musikalische Auszeichnung. Er gewann verschiedene Kindermusikwettbewerbe und kam dadurch zur Kinderband Neposedi, der auch seine Cousine Julija Wolkowa und sein Freund Wlad Topalow angehörten. 2001 gründete er zusammen mit Topalow die Boygroup Smash!!, die von Universal Music Russia unter Vertrag genommen wurde. In den Jahren 2002 und 2003 erhielt die Gruppe zahlreiche Auszeichnungen und verkaufte Platten in Russland, GUS und Südostasien, unter anderem in Hongkong, Taiwan und Thailand. Die beiden trennten sich 2004, kurze Zeit nach der Veröffentlichung ihres zweiten Albums. Im November 2005 begann Lasarew eine Solokarriere und nahm mit dem britischen Produzenten Brian Rawling sein erstes Solo-Album Don’t Be Fake auf, das in Russland mehr als 300.000 Mal verkauft wurde.
Lasarew wurde 2000 an der Theaterschule des Moskauer Künstlertheaters (MChAT) angenommen und schloss 2004 als professioneller Schauspieler ab. Er erhielt mehrere Preise für seine Rollen. 2005 nahm er seine Schauspielkarriere wieder auf.
Mit seiner Single Flyer erreichte er beim russischen Vorentscheid zum Eurovision Song Contest 2008 den vierten Platz.
Er wurde intern ausgewählt, Russland beim Eurovision Song Contest 2016 in Stockholm zu vertreten, bei dem er mit dem Lied You Are the Only One insgesamt den 3. Platz erreichte, im Publikumsvoting siegte und das Lied den Presse-Preis des Marcel-Bezençon-Preises gewann.
Am 7. Februar 2019 wurde bekanntgegeben, dass er auch 2019 beim ESC in Tel Aviv für Russland antreten wird. Das Komponistenteam ist mit dem von 2016 identisch. Am 9. März 2019 wurde das Lied Scream, mit dem er am Wettbewerb teilnahm, präsentiert. Lasarew erreichte im Finale mit 370 Punkten erneut den dritten Platz.

## Diskografie

### Studioalben
- 2005: Don’t Be Fake
- 2007: TV Show
- 2010: Electric Touch
- 2013: Лазарев.
- 2017: В эпицентре
- 2018: The One
- 2019: Это Я
- 2021: 8
- 2023: Я Видел Свет
- 2025: Счастливые тоже плачут

### Live-Alben
- 2014: Шоу Лазарев. Live In Moscow
- 2020: Шоу N-Tour В СК «Олимпийский»

### Kompilationen
- 2010: Лучшие Песни
- 2015: The Best

### Remixalben
- 2008: London Club Remixes
- 2014: Пьяная песня / Stumblin' (Remixes)
- 2017: Идеальный Мир Remixes

### EPs
- 2019: Я Не Боюсь

### Singles
| - 2005: Eye of the Storm - 2005: Lost Without Your Love - 2006: Just Because You Walk Away - 2006: Fake - 2006: Shattered Dreams - 2007: Everytime - 2007: TV or Radio - 2007: Girlfriend - 2007: Almost Sorry - 2008: The Flyer - 2008: Lazerboy (feat. Timati) - 2009: Stereo - 2009: Найди меня - 2010: Alarm - 2010: Feelin’ High - 2010: Instantly - 2011: Heartbeat - 2011: Electric Touch - 2012: Moscow to California (feat. Timati & DJ M.E.G.) - 2012: Take It Off - 2012: Нереальная любовь - 2013: Cure the Thunder (feat. T-Pain) - 2013: Слёзы в моём сердце - 2013: Stumblin’ - 2013: В самое сердце | - 2014: 7 Wonders - 2014: 7 Цифр - 2015: Это всё она - 2015: Весна - 2015: Эх, лук-лучок - 2016: You Are the Only One - 2016: Пусть весь мир подождет - 2016: Чем измерить Сочи? (mit Звезды "Новой Волны") - 2016: Breaking Away - 2016: Идеальный Мир - 2017: Лаки Стрэнджер - 2017: Lucky Stranger - 2017: Прости меня (mit Dima Bilan) - 2017: Сдавайся - 2017: Шёпотом - 2017: Так красиво - 2017: Вдребезги - 2017: Новый год - 2018: Холодный ноябрь - 2018: Пьяным, чем обманутым - 2018: Грустные Люди (mit Diana Arbenina) - 2019: Scream - 2019: Крик - 2019: Снег В Океане - 2021: Не отпускай (mit Ani Lorak) |